# Olene Smith Walker
Olene Smith Walker (Ogden, Utah, 15 de noviembre de 1930-Salt Lake City, Utah, 28 de noviembre de 2015) fue una política estadounidense, y la decimoquinta gobernadora de Utah; juró el cargo el 5 de noviembre de 2003. Ha sido, hasta la fecha, la única mujer gobernadora de Utah.
El fondo político de Walker incluye ocho años en la legislatura estatal incluyendo como término Majority Whip. Fundó la Fundación de Educación de Salt Lake City y sirvió como directora de la División de Utah de Desarrollo de la Comunidad. Ha presidido la comisión del Gobernador de Atención a la Infancia y la Conferencia Nacional de Tenientes Gobernadores.

## Gobernadora
Asumió el cargo de Gobernador del Estado de Utah después de que el exgobernador Mike Leavitt renunciara para servir como administrador de la Agencia de Protección Medioambiental (EPA). Walker sirvió como gobernadora hasta el final de la legislatura de Leavitt el 3 de enero de 2005. Poco después se volvió gobernadora, selección al exrepresentante estatal "Gayle"McKeachnie para ser teniente una buena gobernadora. Fue la primera mujer gobernadora en tomar juramento por la jefa de la Corte Suprema del Estado (de Utah), Christine M. Durham.